# روبي بورنس
روبي بورنس (بالإنجليزية: Robbie Burns)‏ (15 نوفمبر 1990 بميلتون كينز في المملكة المتحدة - ) هو لاعب كرة قدم بريطاني في مركز الوسط. لعب مع ليستر سيتي ونادي ترانمير روفرز لكرة القدم ونونيتون بورو ‏ وHitchin Town F.C. ‏.

## وصلات خارجية
- روبي بورنس على موقع قاعدة بيانات كرة القدم.إي يو (الإنجليزية)
- روبي بورنس على موقع Soccerbase.com (لاعب) (الإنجليزية)